# Sergej Michajlovič Prokudin-Gorskij
Sergej Michajlovič Prokudin-Gorskij (in russo Сергей Михайлович Прокудин-Горский?; Funikova Gora, 30 agosto 1863, 18 agosto del calendario giuliano – Parigi, 27 settembre 1944) è stato un chimico e fotografo russo.
È noto soprattutto come pioniere della fotografia, tra i primi a sviluppare la tecnica cromatografica applicata.

## Biografia
Prokudin-Gorskij nacque da una nobile famiglia nella tenuta di Funikova Gora, nell'allora governatorato di Vladimir, e compì i suoi studi presso il prestigioso liceo Aleksandr, per poi laurearsi in ingegneria chimica presso l'Università statale di San Pietroburgo. Studiò anche con Dmitrij Mendeleev, l'inventore della tavola periodica degli elementi. Mendeleev era anche un sostenitore della fotografia come mezzo di diffusione dell'arte in Russia e fondò intorno al 1875 una società di fotografia a San Pietroburgo; questo chiaramente influenzò il giovane Prokudin-Gorskij, che prese lezioni di violino presso il conservatorio e seguì un corso di pittura presso l'istituto imperiale d'arte.
Nel 1889 si recò a Berlino presso uno dei principali ricercatori nel campo della fotochimica e della fotografia a colori, Adolf Miethe, con il quale mantenne i contatti anche in seguito per rimanere aggiornato sugli ultimi sviluppi in questo campo.
Nel 1890 Prokudin-Gorskij sposò Anna Aleksandrovna Lavrova (1871-1937), figlia di A.S. Lavrov, produttore di cannoni e membro dell'IRTS (Imperial Russian Technical Society), che radunava i migliori scienziati, ingegneri e industriali russi; anche Prokudin-Gorskij ne divenne membro nella sezione chimica. Dalla moglie ebbe due figli, Dmitrij e Michail, nati rispettivamente nel 1892 e nel 1895, e una figlia, Ekaterina, nata nel 1893. Il suocero lo fece nominare direttore di uno stabilimento siderurgico a Gatčina, poco a sud di San Pietroburgo.
Negli anni che seguirono collaborò attivamente con la sezione di fotografia dell'IRTS; dal 1898 vi tenne quasi annualmente una serie di conferenze e nel 1900 presentò una selezione di fotografie all'esposizione universale di Parigi, dove Miethe era giudice al concorso di fotografia.
Dal 1902 condusse una serie di esperimenti nel proprio laboratorio sulla fotografia a colori eseguita con le camere tricromatiche e l'anno successivo pubblicò un libro con i risultati ottenuti. Nel 1905 organizzò la visione di una serie di settanta lastre, ottenute con la tripla esposizione, davanti ad una folla di fotografi e scienziati, ottenendo un enorme successo: ci si stupì soprattutto della fedeltà dei colori ottenuta. La stessa dimostrazione venne effettuata nel corso dell'anno anche a Mosca. Nel 1906 ottenne riconoscimenti sia dall'esposizione internazionale di Anversa che dal club di fotografia di Nizza. Sempre nello stesso anno divenne editore di Fotograf-ljubitel' (Il fotografo amatoriale), la più importante rivista di fotografia russa fondata nel 1890, alla quale diede un taglio più scientifico pubblicando una serie di articoli sulla fotografia a colori. La pubblicazione andò avanti fino al 1909.
Il 30 maggio 1908, in occasione dell'invito degli estensori di una legge sul diritto d'autore delle fotografie all'IRTS, il granduca Michail Aleksandrovič ebbe occasione di ammirare i lavori di Prokudin-Gorskij e poco tempo dopo lo invitò a presentare le sue foto direttamente nel suo palazzo per una visione privata. Simile invito arrivò anche dall'imperatrice Maria Fëdorovna. Infine, il 3 maggio 1909 si tenne una visione privata direttamente per la famiglia reale.

Giovani paesane russe di fronte ad una tradizionale casa in legno, fotografate da Prokudin-Gorskij per il progetto «Gli splendori della Russia» (1909-1915)

Già un paio di anni prima, Prokudin-Gorskij aveva pensato ad un progetto intitolato «Gli splendori della Russia», consistente nel fotografare in lungo e in largo il grande paese con la sua nuova tecnica; questo progetto sarebbe stato di difficile realizzazione perché gli spostamenti in Russia erano rigidamente regolamentati e la navigazione lungo le coste impedita.
Per quest'occasione, egli scelse accuratamente fotografie rappresentanti albe, tramonti, paesaggi ecc. e, quando lo zar Nicola II gli chiese cosa voleva ottenere col suo lavoro, egli presentò vari progetti tra i quali «Gli splendori della Russia», spiegando che forse sarebbe stato bello anche per lo zar vedere tutti gli angoli del suo paese.
Per ottenere lo scopo gli venne fornito uno speciale carro ferroviario dotato di camera oscura e vennero messi a sua disposizione anche un battello a vapore, una barca dal fondo piatto per navigare lungo i canali e un veicolo a motore adatto ai terreni accidentati. Fu inoltre fornito di un lasciapassare e di un documento nel quale si invitavano i vari amministratori locali a fornire la massima collaborazione.

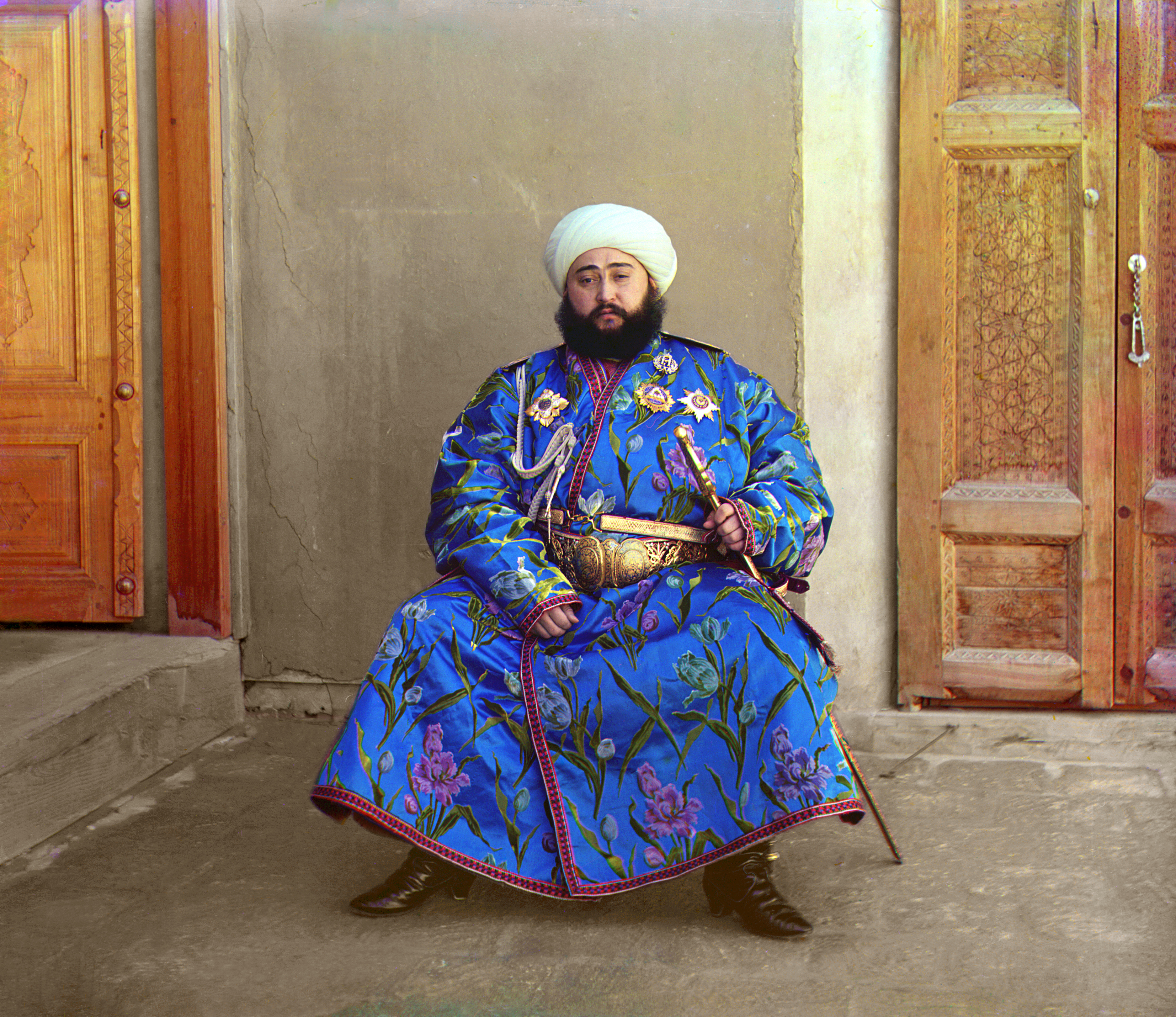
Mohammed Alim Khan, ultimo emiro del Bukhara. Questa è una delle prime foto a colori

Prokudin-Gorskij iniziò la sua opera nell'estate del 1909 e continuò con varie spedizioni fino al 1915, presentando periodicamente quanto fatto in varie conferenze.
Con la Rivoluzione d'ottobre del 1917 Prokudin-Gorskij perse la protezione dello zar, ma ebbe comunque un ruolo nel nuovo corso della Russia; continuò ad insegnare all'istituto di tecnologia e nel marzo del 1918 presentò le sue foto davanti ad oltre 2.000 persone nel Palazzo d'Inverno.
Nel giugno dello stesso anno fu chiamato ad insegnare presso il nuovo istituto di fotografia fondato da Anatolij Vasil'evič Lunačarskij, ma improvvisamente abbandonò la famiglia, lasciando la Russia in compagnia della sua assistente Maria Schedrimo (1883-1969) per stabilirsi prima in Norvegia e in seguito in Inghilterra, dove continuò le sue sperimentazioni anche in campo cinematografico. Lasciando la Russia, durante l'attraversamento del confine con la Finlandia, gli vennero sequestrate tutta una serie di lastre rappresentanti obiettivi sensibili come ponti e stazioni.
Nel 1922 la coppia con la figlia Elena, nata l'anno precedente, si recò a Parigi, dove già era presente il resto della famiglia e dove avvenne la riunificazione. Nel 1925 aprirono un laboratorio di fotografia a Parigi che, con alterne vicende, opera tuttora.
Morì nel 1944 e venne sepolto nel cimitero russo ortodosso di Nostra Signora dell'Assunzione a Sainte-Geneviève-des-Bois.

## Galleria di opere

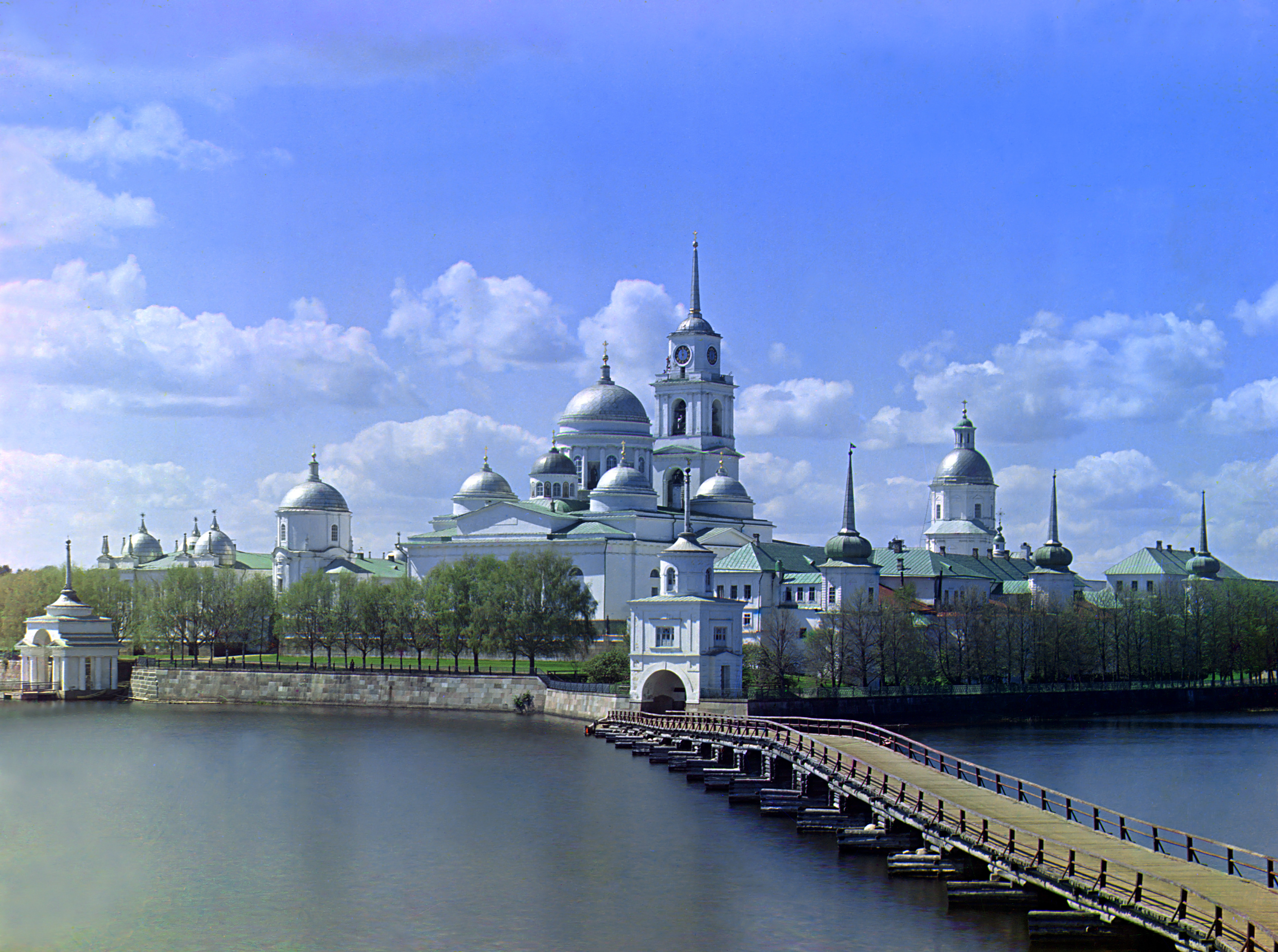
Monastero di Nilo di Stolobnyj sull'isola di Stolobnyj nel lago Seliger, vicino Ostaškov, 1910 circa
A. P. Kalganov posa col figlio e la nipote a Zlatoust
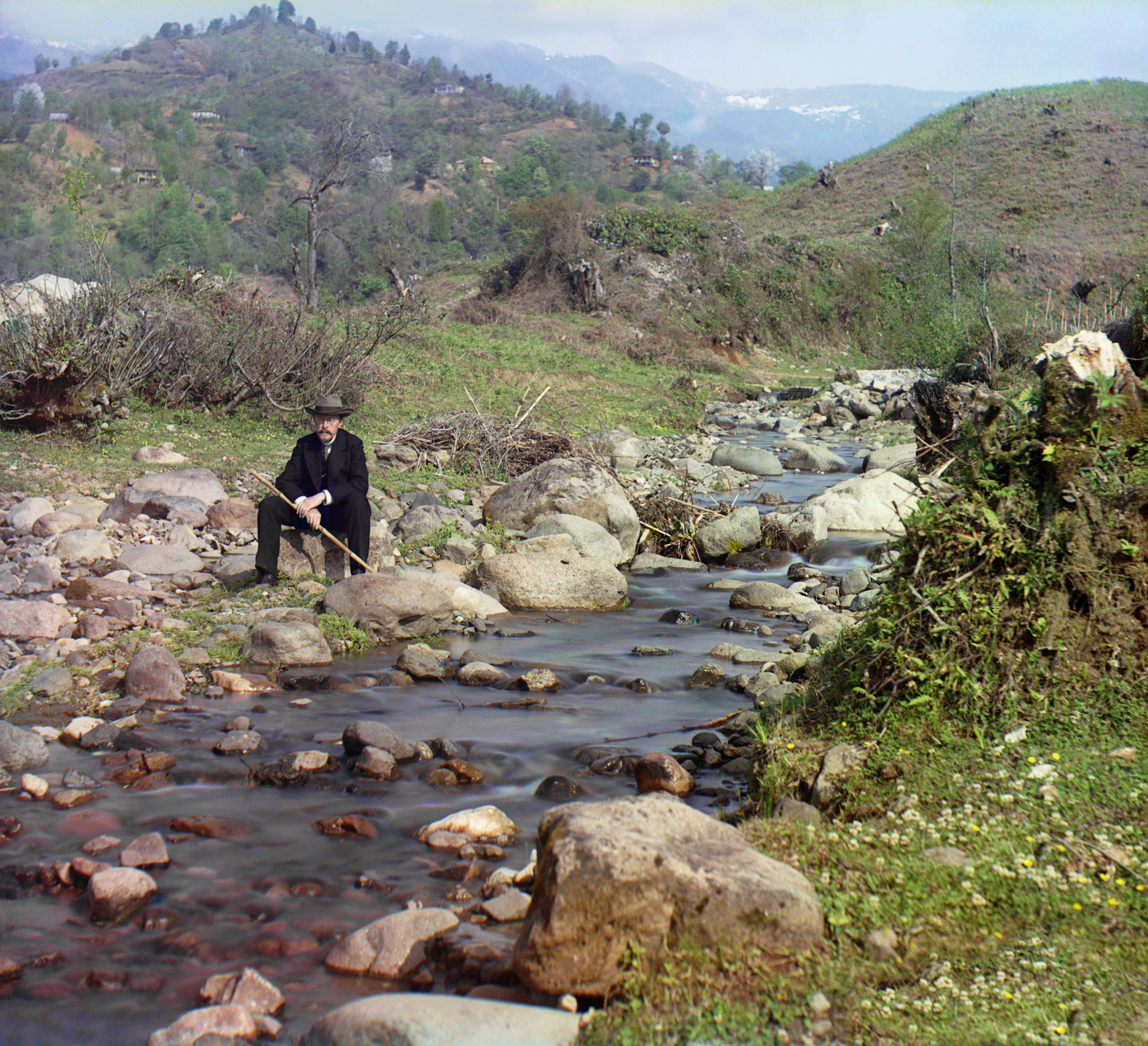
Fotografia a colori proveniente dal lavoro di Sergej Prokudin-Gorskij volto a documentare l'Impero russo dal 1909 al 1915
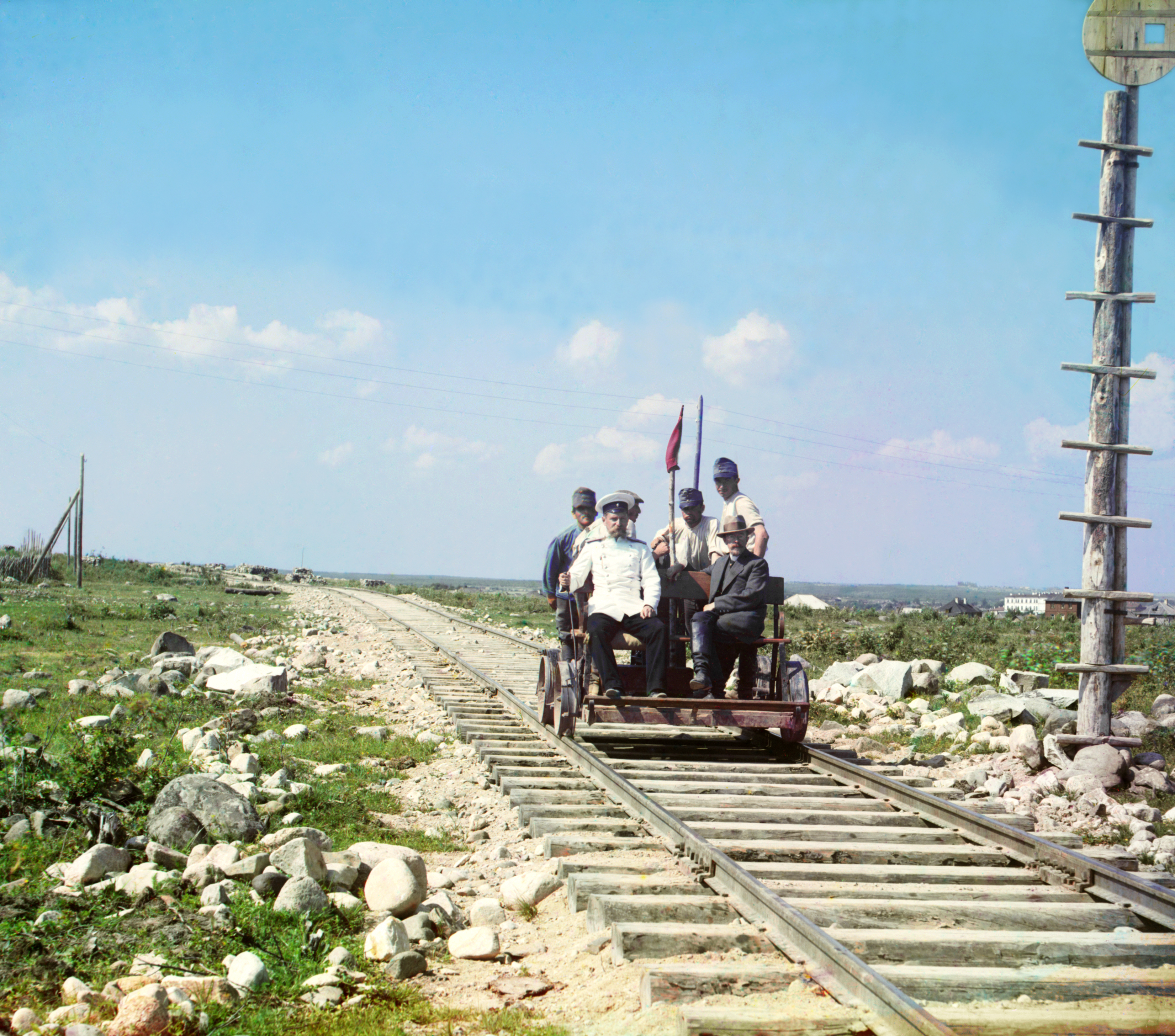
Una draisina sulla ferrovia per Murmansk
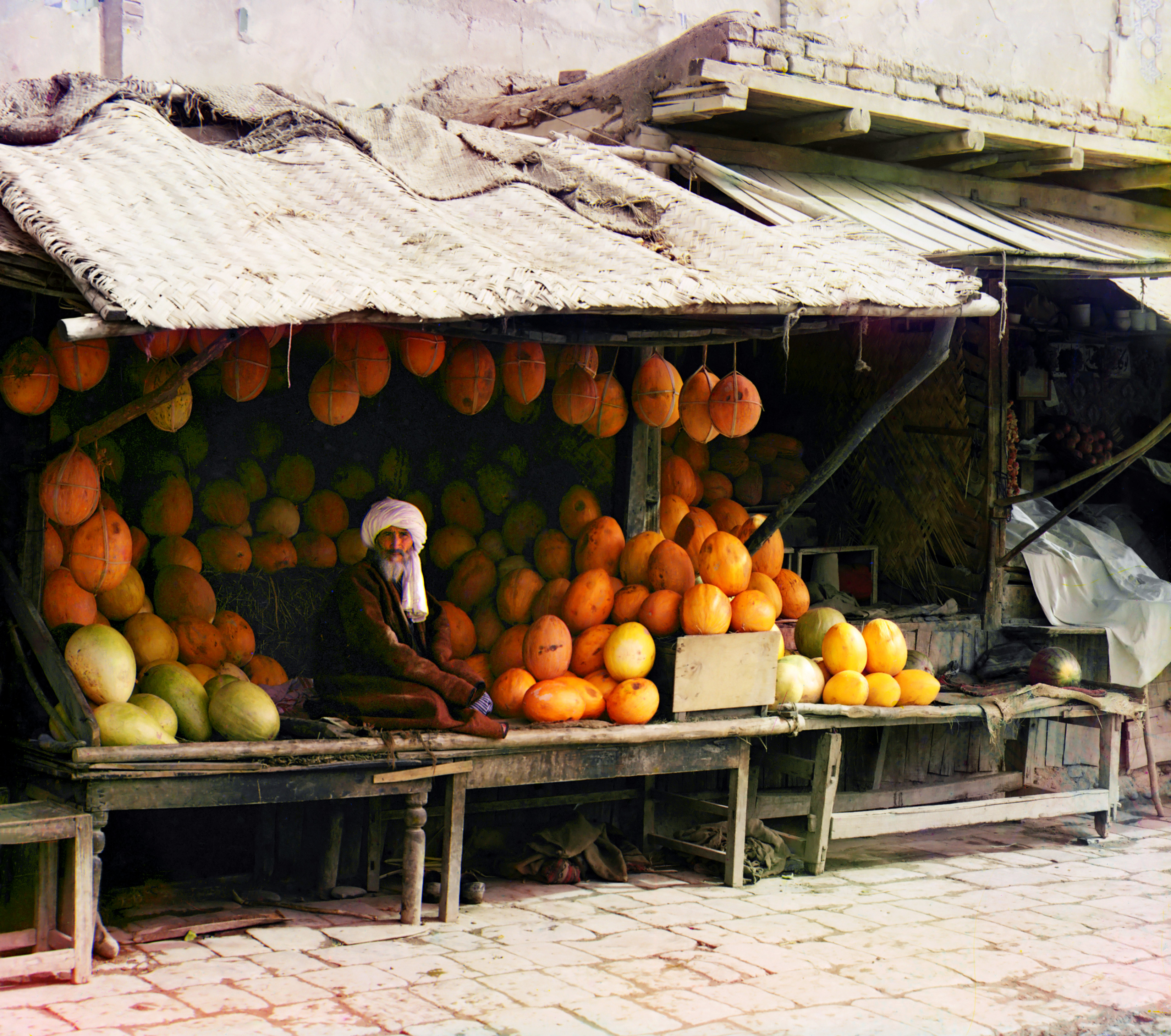
Venditore di meloni al mercato di Samarcanda
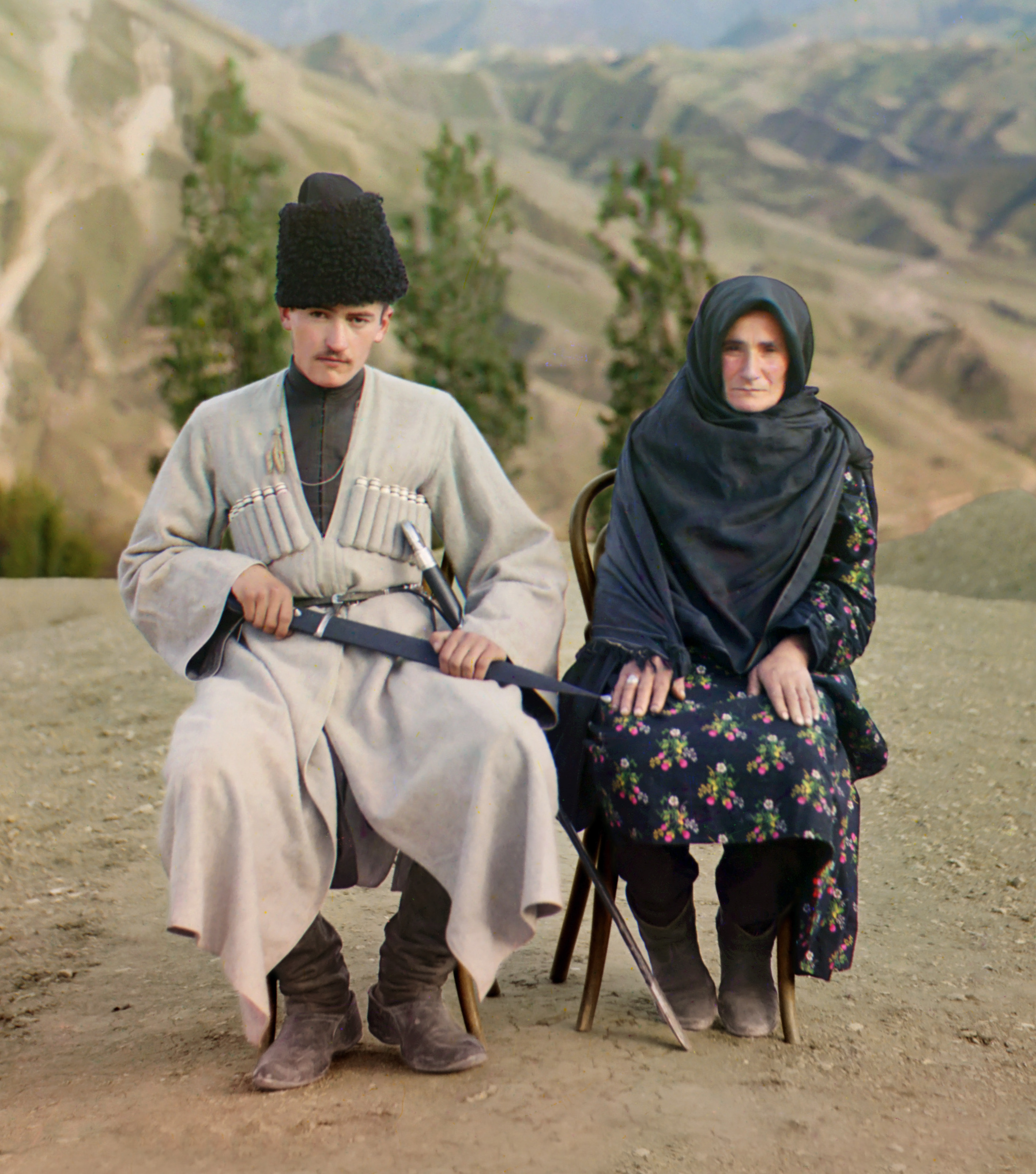
Un uomo e una donna del Daghestan in uno scatto del 1904
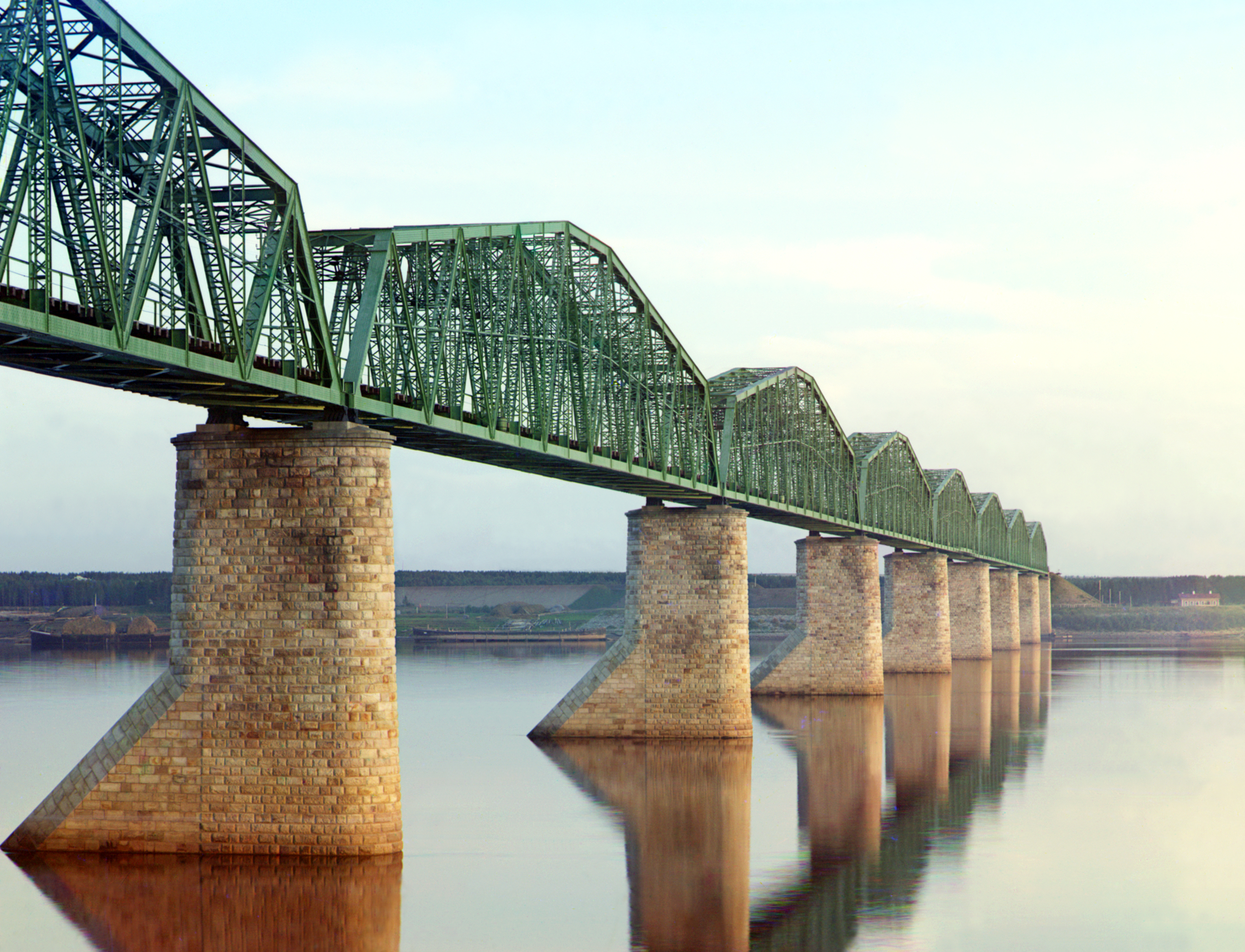
Il fiume Kama vicino a Perm' (1910)
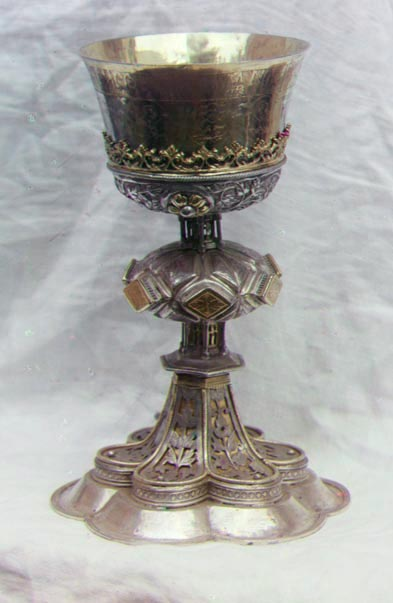
Calice del Monastero Ipat'ev a Kostroma, 1911
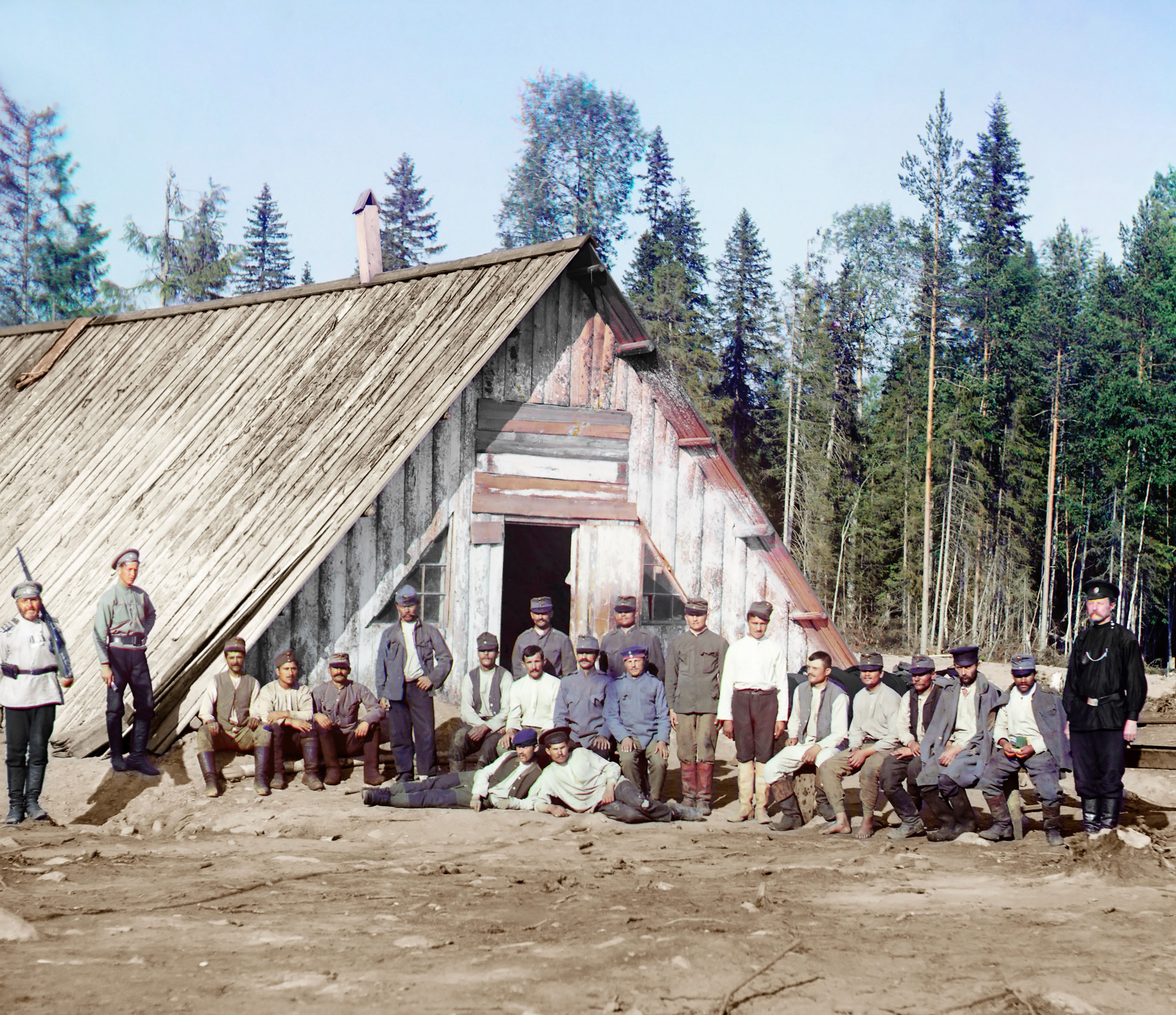
Prigionieri di guerra austro-ungarici in Russia, 1915
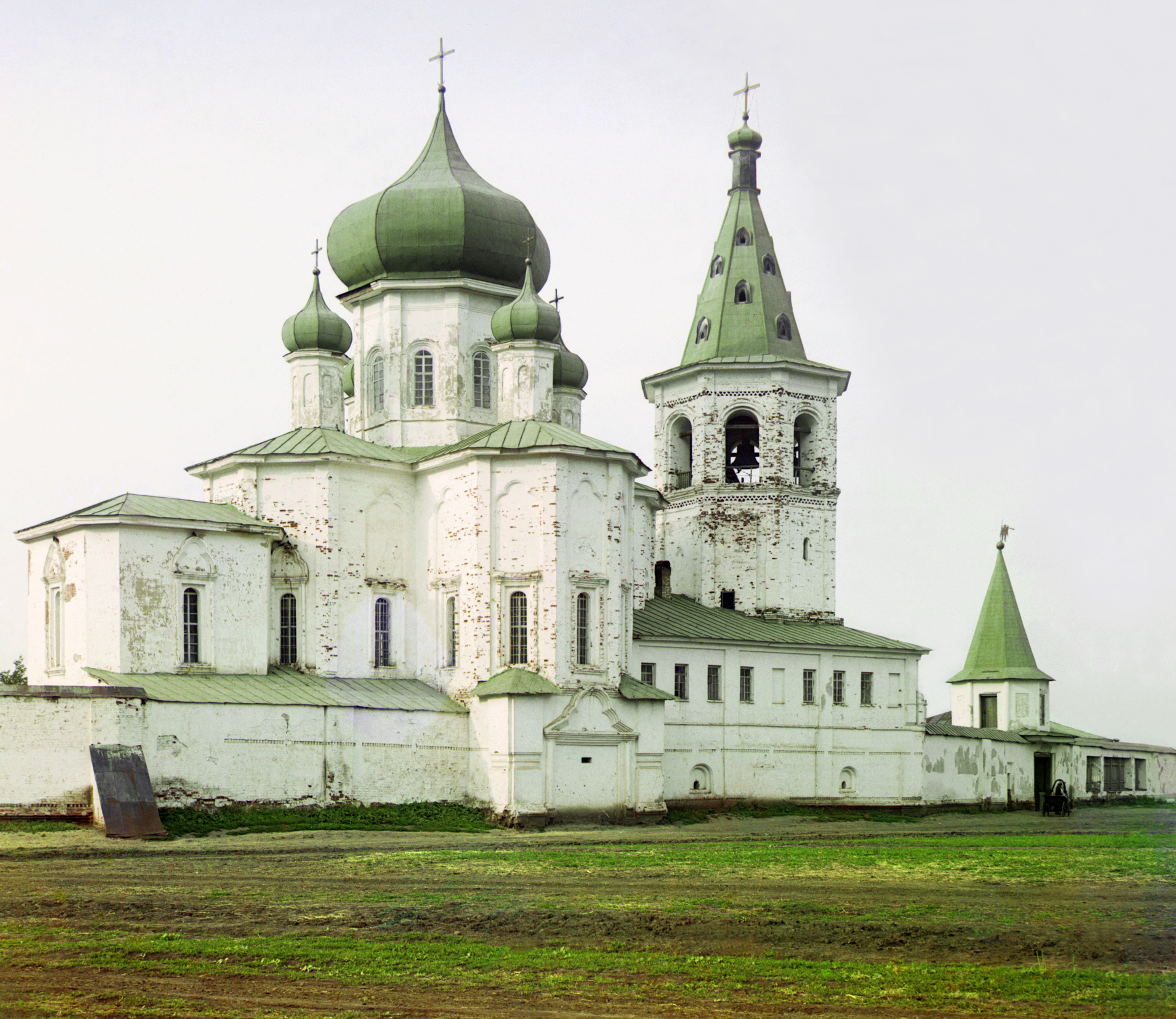
Il monastero della Trinità, risalente alla metà del XVIII secolo, a Tjumen', 1912 circa
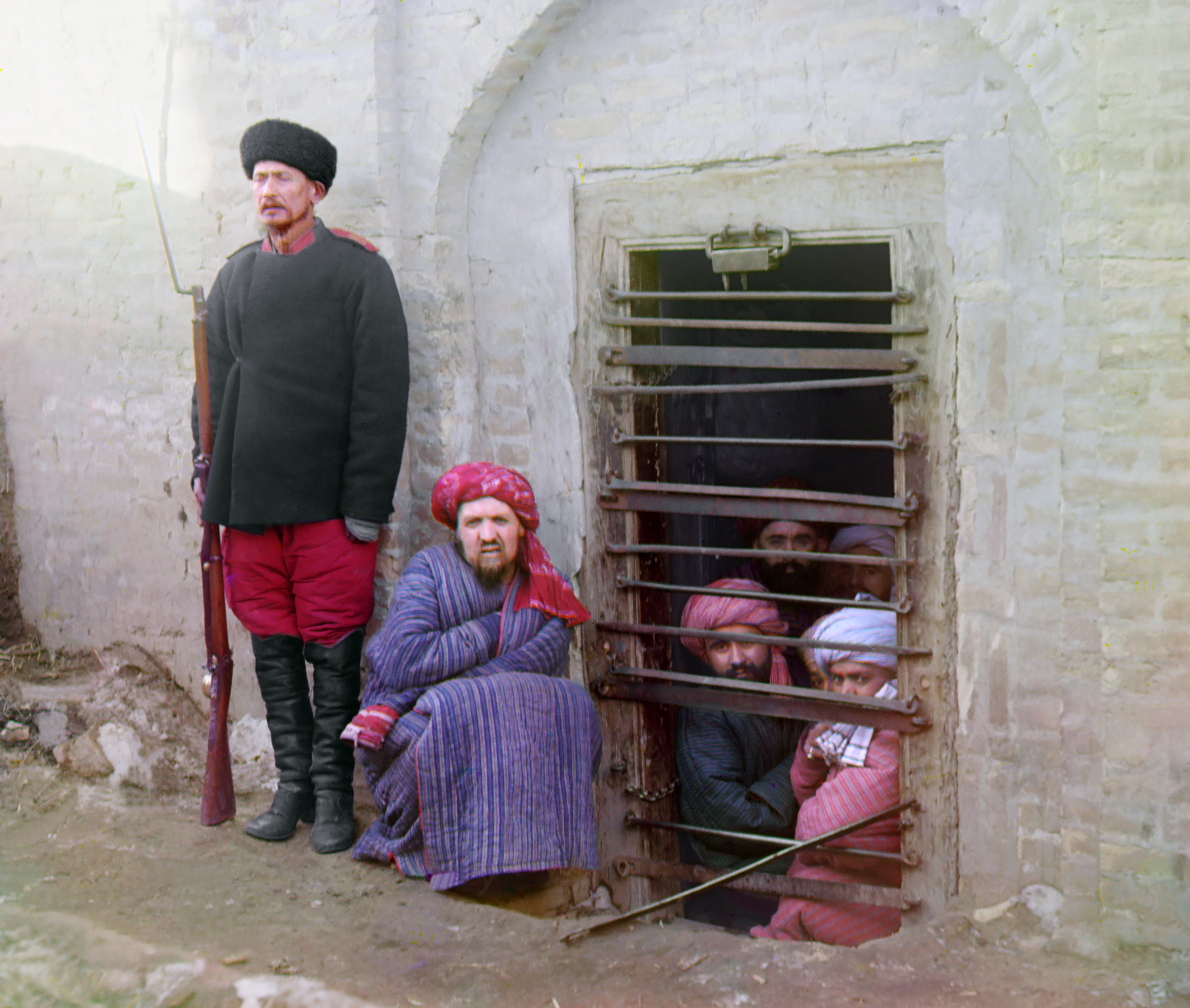
Prigione in Uzbekistan, 1907
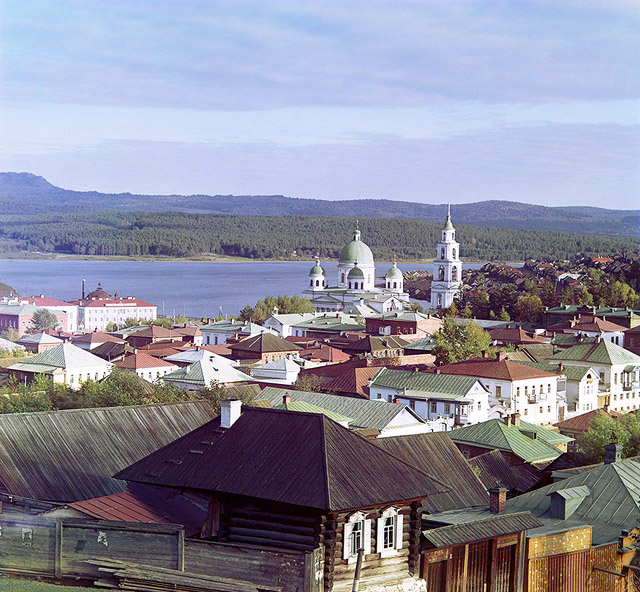
Panorama di Zlatoust
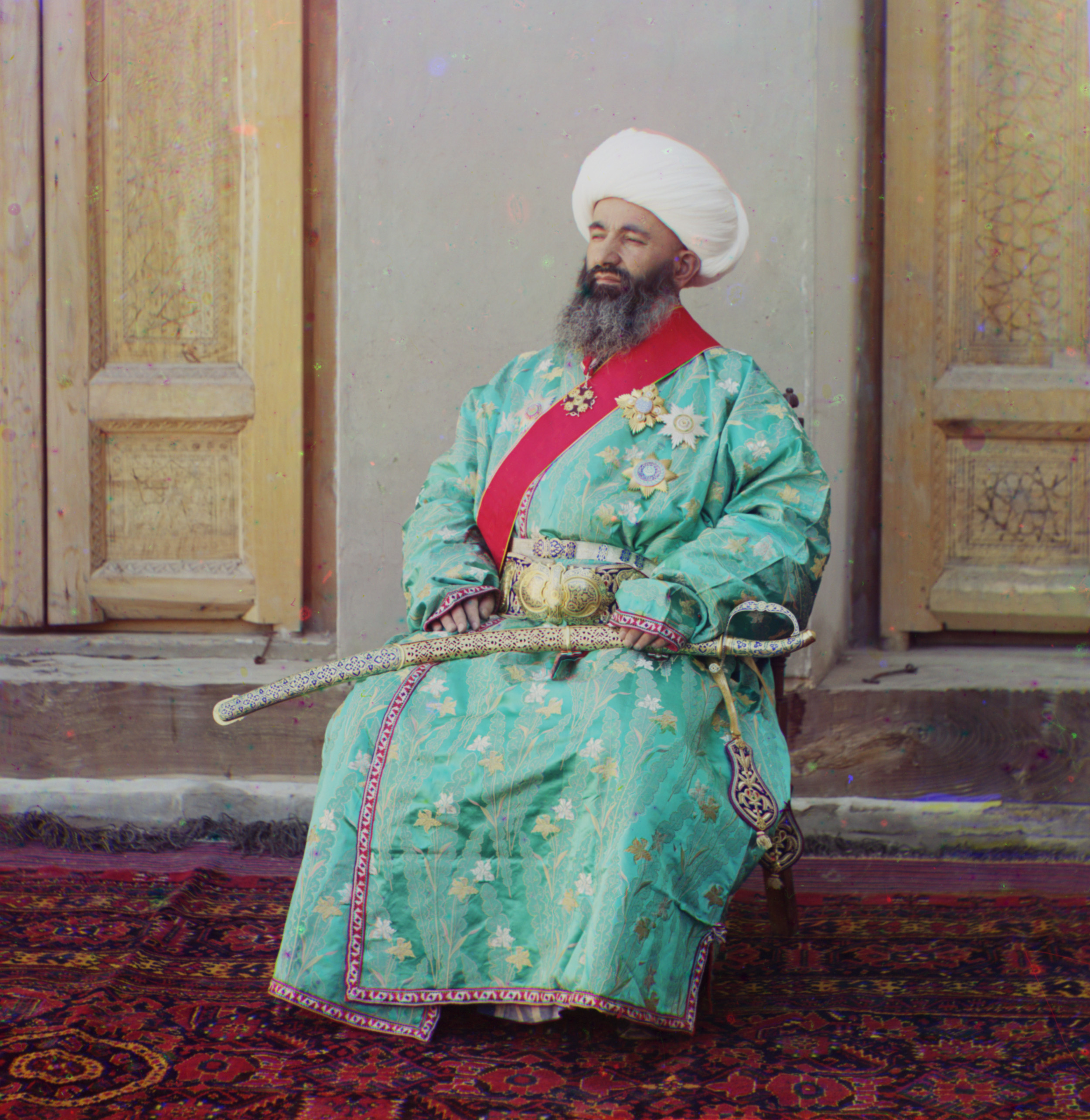
Kush-Beggi, Bukhara, 1905-1915 circa